# Giuseppe Branciforte, principe di Leonforte
Giuseppe Branciforti, Principe di Leonforte (Leonforte, 1614 – Leonforte, giugno 1698), è stato un nobile e politico italiano del XVII secolo.

## Biografia
Nacque nel 1614 da Niccolò Placido I Branciforte e dalla di lui prima moglie, Caterina Branciforti Barresi, sua cugina, figlia di Fabrizio, III principe di Butera.
Fu pretore di Palermo nel 1656-57 e deputato del Regno nel 1664, 1668, 1671, 1680, 1684, 1690.
La cattiva amministrazione dei propri beni e la preferenza accordata al padre al fratello cadetto Francesco, che nel 1651 ottenne come donativo nuziale il feudo di Cassibile a lui precedentemente assegnato nel 1630, gli resero la vita difficile; ciononostante, alla morte del padre nel 1661 gli succedette come Principe di Leonforte. Fu inoltre investito del Principato di Pietraperzia, lasciato vacante alla morte della cugina Margherita d'Austria Branciforti.
Fu grande e raffinato collezionista d'arte.

## Matrimonio e discendenza
Sposato alla cugina Caterina di Giovanni Branciforti (? - testò il 15 luglio 1667) nel gennaio 1628, ebbe due figli, Melchiorre e Baldassare, che gli premorirono; suo erede fu quindi il nipote Niccolò Placido, figlio dell'odiato fratello Francesco.